# Takamitsu Ōta
Takamitsu Ōta (太田 貴光?, Ōta Takamitsu; Prefettura di Shizuoka, 19 luglio 1970) è un ex calciatore giapponese, di ruolo centrocampista.

## Carriera
Ha militato nello Shimizu S-Pulse, nel Consadole Sapporo e nello JATCO.